# Kylie Cosmetics
„Kylie Cosmetics“ е американска козметична компания, основана от медийната знаменитост Кайли Дженър. Брандът е въведен в експлоатация на 30 ноември 2015 г. със старта на продажбите на „Kylie Lip Kit“ – комплект от течно червило и молив за устни. В началото, марката е позната като „Kylie Lip Kits“, но през 2016 г., с разширяването на дейността ѝ, е преименувана на „Kylie Cosmetics“.
През 2018 година „Форбс“ оценява стойността на бранда на $800 милиона, а през 2019 година, същата възлиза на $900 милиона. През ноември 2019 г. Coty Inc. купува 51% от компанията за $600 милиона. В началото на 2020 година, от редакцията на Forbes публикуват официално становище, че след преглед на документи от сделката, става ясно, че стойността на Kylie Cosmetics е изкуствено завишена.
Мнозина дължат успеха на бранда на козметичните интервенции, на които се подлага Кайли Дженър, за да уголеми устните си.

## Предистория
Кайли Дженър и майка ѝ, Крис Дженър, основават компанията през 2014 година, като тогава си сътрудничат с бранда Seed Beauty, които произвеждат и предлагат козметични продукти на пазара. Първият им продукт, комплект от течно червило и молив за устни, наречен „Kylie Lip Kit“, е пуснат в продажба на 30 ноември 2015 г. Първите 15 000 бройки са произведени от Seed Beauty и финансирани лично от Кайли, която използва $250 хиляди от спестените си хонорари като модел. Компанията е преименувана на „Kylie Cosmetics“ през февруари 2016 г., когато тиражът на комплектите е увеличен до 500 хиляди бройки. В края на същата година, доходите на марката възлизат на $300 милиона.
Кайли разкрива, че вдъхновението ѝ да основе компанията се крие в нейната неувереност относно малките ѝ устни. „Това е едно от най-неподправените решения в кариерата ми“, добавя тя.

## Бизнес

### Съвместна работа
Кайли Дженър си сътрудничи с редица знаменитости за създаването на колекции за Kylie Cosmetics. Някои от най-популярните са тези с полусестрите ѝ Ким, Клои и Кортни Кардашиян.
Първата съвместна колекция, представена от бранда, е обявена през ноември 2016 г. и е с Клои Кардашиян. Тяхна втора колаборация се появява през май 2017 г., а трета – през юни 2019 г.
През април 2017 г. е представена колекцията с Ким Кардашиян, озаглавена „KKW X Kylie“.
През ноември 2017 г. Кайли предоставя правото на седем магазина на TopShop в САЩ да предлагат селекция от продуктите на Kylie Cosmetics. Марката навлиза в мрежата на популярната козметична верига Ulta през ноември 2018 г.
Съвместна колекция с най-голямата ѝ полусестра, Кортни Кардашиян, Кайли Дженър анонсира през април 2018 г.
На 9 май 2018 г. Кайли обявява предстоящата премиера на серия продукти, създадени съвместно с майка ѝ, Крис Дженър. Колекцията, състояща се от комплект червила, гланцове и палитра за лице, е пусната в продажба за Деня на майката в САЩ.
Колекция с дългогодишната си приятелка, Джордин Уудс, озаглавена „Jordyn X Kylie“, Кайли Дженър разкрива на 14 септември 2018 г. Продуктите от тази колаборация са свалени от сайта на компанията след скандалната афера на Джордин с приятеля на Клои Кардашиян – баскетболиста Тристан Томпсън.
На 27 септември 2019 г. в продажба е пусната обща колекция на Кайли и креативния директор на марката за дрехи Balmain – Оливие Рустен. По план, продуктите трябвало да бъдат представени по време на седмицата на модата в Париж в присъствието на Дженър, но тя не успява да отиде поради здравословни проблеми.
Последната сестра, с която си сътрудничи Кайли, е Кендъл Дженър. Съвместната им линия гримове, „Kendall by Kylie Cosmetics“, е представена на 26 юни 2020 г., като всички налични количества са изкупени през първите 24 часа от премиерата им.

### Самостоятелни колекции
През февруари 2018 г. Кайли пуска в продажба първата самостоятелна серия гримове на Kylie Cosmetics, озаглавена „Weather“ („Време“). Продуктите са вдъхновени от първородната ѝ дъщеря, Сторми Уебстър, която се ражда в началото на месеца.
Кайли Дженър по традиция представя колекция продукти за всеки свой рожден ден от създаването на компанията. През 2019 година, за 22-рия си рожден ден, тя избира артикулите да са с тематични опаковки с доларови банкноти. В сътрудничество с телевизионната водеща Елън Дедженеръс, Кайли дарява над $1 милион от приходите от колекцията. $750 000 подпомагат група жени от Флорида и фондацията им „Nest of Love“.
За да отбележи втория рожден ден на дъщеря си, Кайли представя колекцията „Stormi“ през февруари 2020 г. Премиерата е пореден успех за „Kylie Cosmetics“ и продуктите са разпродадени за часове.

### Временни магазини
Кайли Дженър работи по няколко временни магазини на марката, сред които такива в Чикаго, Лос Анджелис, Ню Йорк, Лас Вегас, Хюстън, Атланта и Маями. Кайли лично работи по проектите за локациите, а присъствието ѝ по време на откриванията им е шумно отразено от медиите.

### Партньорства
През декември 2015 г. Кайли и майка ѝ, Крис Дженър, си сътрудничат с канадската платформа за виртуални продажби Shopify за създаването на онлайн магазина на Kylie Cosmetics.

### Опаковане
През май 2016 г. оплаквания от кражба на пакети на компанията по време на доставянето им до клиентите принуждава „Kylie Cosmetics“ да промени характерните си кутии. Лесно разпознаваемият дизайн и трудното сдобиване с продукти на марката се отразява в това клиенти да получават празни кутии, след като пощенски служители си присвоявали съдържанието на пратките. Оригиналната кутия, в която се доставя козметиката, е черна на цвят с бели капки по външната ѝ част. След промяната, външната страна на кутията остава чисто черна, а разпознаваемият дизайн е преместен отвътре.
Kylie Cosmetics променят оригиналните картонени опаковки на палитрите си и ги заменят с пластмасови с издаването на колекцията „Kourt X Kylie“ през април 2018 г.

### Маркетинг
Голяма част от рекламата на бранда се осъществява чрез социалните мрежи. Според данни от август 2018 г., Кайли Дженър притежава най-следвания профил в Снапчат, a към февруари 2021 г., акаунтът ѝ в Инстаграм има над 215 млн. последователи. Всички те имат достъп до публикациите ѝ, свързани с минали и предстоящи колекции на марката.
Kylie Cosmetics ежедневно публикува актуализации и в потвърдения Instragram акаунт @kyliecosmetics, който до момента има над 25,3 млн. последователи. Маркетинг стратегията им се състои в това да споделят рецензии от популярни личности, информация за намаления, нови продукти и снимки, на които самата Кайли използва продуктите им.
Въпреки че Кайли Дженър и членове на семейството Кардашиян/Дженър често се оказват рекламни лица на компанията, устните, които рекламират червилата на бранда принадлежат на лайфстайл блогърката Ашли Розалес. Преди да се насочи към козметичната индустрия, Розалес е механик в американската армия.
Видео платформата YouTube също е използвана за реклама от марката. Каналът на Кайли Дженър има над 10 млн. абонати. В него тя често качва видеа на популярни теми, в които използва продуктите на Kylie Cosmetics.
Кайли споделя, че често моли служители в дома си и приятеля си, Травис Скот, да ѝ помагат, ако има нужда да тества продуктите върху някого за публикации в социалните мрежи.

## Критика
През 2017 година Кайли Дженър получава негативни рецензии от фенове и инфлуенсъри, след като издава комплект от четки за гримове на цена от $360.
След премиерата на коректорите на Kylie Cosmetics, които се предлагат в широка гама нюанси, интернет потребители обвиняват Кайли в плагиатство. Според тях, тя е копирала идеята на Риана, която прави подобна колекция за своята козметична марка Fenty Beauty. Въпреки намерението на бранда да бъде по-приобщаващ, мнозинството смята, че Кайли цели повече приходи с представянето на цели 30 нюанса. Установява се и че всички по-тъмни коректори имат червени оттенъци, което ограничава видовете кожа, за които биха били подходящи.
Кайли Дженър отново е обект на критика през март 2018 г., когато представя колекция ружове. Според мнозина, имената, които е избрала за продуктите, като например „Barely Legal“ („Почти законно“), „Virginity“ („Девственост“) и „X Rated“ („Нецензурно“), са твърде провокативни особено за младата аудитория на Кайли.
На 8 април 2020 г. „Форбс“ обявява Кайли за най-младия милиардер в света, натрупал богатството си със собствени усилия, оценявайки състоянието ѝ на $1,2 млрд. През май същата година обаче редакцията публикува изявление, в което я обвинява в подправянето на данъчни документи в името на придобиване на статут на милиардер. Според публикацията, документи, публикувани от Coty Inc. след сделката, чрез която придобиват 51% от Kylie Cosmetics, разкриват, че Кайли Дженър изкуствено е завишила приходите на компанията си. Статията стига до заключението, че брандът всъщност е доста по-малък и с по-ниски приходи от обявеното и отнема статута на Кайли.